# Catoptria domaviellus
Catoptria domaviellus là một loài bướm đêm trong họ Crambidae.